# Argyronympha laeta
Argyronympha laeta är en fjärilsart som beskrevs av Jordan 1924. Argyronympha laeta ingår i släktet Argyronympha och familjen praktfjärilar. Inga underarter finns listade i Catalogue of Life.